# Кудрявцев, Павел Александрович
Па́вел Алекса́ндрович Кудря́вцев (18 апреля [1 мая] 1909, Москва — 21 октября 1974, Москва) — советский футболист. Судья всесоюзной (1956) и международной категорий по хоккею с мячом, мастер спорта СССР. Представлял общество «Авангард».

## Биография
Родился в Москве (купеческий старинный дом в Голиковском переулке); был 11-м, младшим, ребенком в семье. Обладал с детства творческими способностями, играл на мандолине.
Во время войны, в связи с рождением в июле 1941 года сына, не смог уйти на фронт; оставляя жену и маленьких детей, без сна и отдыха, сутками работал на приборостроительном заводе, выпускающем противотанковые гранаты и оружие. В августе 1941 года завод был эвакуирован в город Петровск Саратовской области, там — руководил работой по выпуску оружия, был начальником цеховых линий военной техники. Награжден орденом «За доблестный труд в Великой Отечественной войне».
После Великой Отечественной войны был начальником бюро нормирования материалов завода приборостроения в Москве (НИИ-885, современный завод «РКС»).
Спортивная карьера: судья международной категории по хоккею с мячом, футболист команды мастеров в 1936—1940 годах в «Металлурге» Москва. В чемпионате СССР в 1937—1940 годах сыграл 63 матча, забивал голы. Бронзовый призёр 1938 года. После войны — судья в матчах по хоккею с мячом.